# Clusiodes nigriceps
Clusiodes nigriceps är en tvåvingeart som beskrevs av Mcalpine 1960. Clusiodes nigriceps ingår i släktet Clusiodes och familjen träflugor. Inga underarter finns listade i Catalogue of Life.